# Hradisko
Hradisko är ett berg i Tjeckien. Det ligger i regionen Södra Mähren, i den östra delen av landet, 220 km sydost om huvudstaden Prag. Toppen på Hradisko är 530 meter över havet, eller 234 meter över den omgivande terrängen. Bredden vid basen är 18,3 km.
Terrängen runt Hradisko är platt åt sydost, men åt nordväst är den kuperad.Runt Hradisko är det ganska tätbefolkat, med 72 invånare per kvadratkilometer. Närmaste större samhälle är Vyškov, 12,3 km nordväst om Hradisko. Trakten runt Hradisko består till största delen av jordbruksmark.